# BMW M57
Der M57 ist ein Sechszylinder-Dieselmotor von BMW, dessen Produktion im Juli 1998 im oberösterreichischen Steyr begann. Es handelt sich um einen Common-Rail-Turbodiesel mit Direkteinspritzung.

## Technik
Der BMW M57 ist ein wassergekühlter turbogeladener Reihensechszylinder-Dieselmotor mit Common-Rail-Einspritzung. Viele Merkmale wurden im Wesentlichen vom Vorgängermotor M51 übernommen. Der M57 erhielt in rund zehn Jahren Bauzeit zwei Technische Überarbeitungen. Das Kurbelgehäuse des Motors ist bis zur zweiten Technischen Überarbeitung (TÜ2) aus Grauguss hergestellt, ab der TÜ2 aus Aluminium. Im Zuge der TÜ2 wurde auch der Motorenbrennraum überarbeitet. Der Einspritzdruck beträgt beim 2,5-Liter-Basismotor 1350 bar, bei allen anderen M57-Motoren 1600 bar. Der Kraftstoff wird durch Magnetventile eingespritzt, davon ausgenommen sind der M57D30TÜ2OL sowie der M57D30TÜ2TOP mit Piezoinjektoren. Die Kraftstoffpumpe kommt ebenso wie das DDE-5-Einspritzsteuergerät von Bosch. Es gibt verschiedene Kombinationen von Turboladern. Der ab 2004 gebaute M57D30TÜTOP hat einen KP39-Hochdrucklader sowie einen K26-Niederdrucklader von BorgWarner. Die M57-Motoren arbeiten mit einem Verdichtungsverhältnis von 16,5:1 bis hin zu 18:1, insbesondere die Motoren der oberen Leistungsstufen mit mehr als einem Turbolader haben dabei eine geringere Verdichtung. Jeder Zylinder eines M57 hat vier Ventile, insgesamt gibt es 24 Ventile. Die Ventile werden von zwei kettengetriebenen obenliegenden Nockenwellen betätigt. In den Ansaugrohren dieses Motors befinden sich je nach Baujahr, Getriebekonfiguration und Abgasnorm Drallklappen. Diese bewirken die Verbesserung des Zylinderfüllgrads und damit die Einsparung von Kraftstoff und Emissionen. In manchen Fällen neigt die Drallklappenmechanik der Motorvarianten vor den technischen Überarbeitungen (TÜ und TÜ2) unter der Dauerbeanspruchung der hier aus Metall gefertigten Drallklappen zum Brechen. Dies kann dazu führen, dass gelöste Drallklappen in den Brennraum gelangen und Kolben sowie Zylinderkopf beschädigen. Seit der ersten technischen Überarbeitung (TÜ) ist die Drallklappenmechanik in Kunststoff ausgeführt und die Zuverlässigkeit gesteigert.

## Technische Daten
| Motortyp  | Bohrung × Hub | Hubraum  | Leistung bei min−1       | Drehmoment bei min−1 | Maximaldrehzahl | Einführungsjahr |
| --------- | ------------- | -------- | ------------------------ | -------------------- | --------------- | --------------- |
| M57D25    | 80 × 82,8     | 2497 cm3 | 120 kW (163 PS) bei 4000 | 350 Nm bei 2000–2500 | 4750 min−1      | 2000            |
| M57D25TÜ  | 84 × 75,1     | 2497 cm3 | 130 kW (177 PS) bei 4000 | 400 Nm bei 2000–2750 | 4750 min−1      | 2004            |
| M57D30    | 84 × 88       | 2926 cm3 | 135 kW (184 PS) bei 4000 | 390 Nm bei 1750–3200 | 4750 min−1      | 1998            |
| M57D30    | 84 × 88       | 2926 cm3 | 135 kW (184 PS) bei 4000 | 410 Nm bei 2000–3000 | 4750 min−1      | 1998            |
| M57D30    | 84 × 88       | 2926 cm3 | 142 kW (193 PS) bei 4000 | 410 Nm bei 1750–3000 | 4750 min−1      | 2000            |
| M57D30TÜ  | 84 × 90       | 2993 cm3 | 150 kW (204 PS) bei 4000 | 410 Nm bei 1500–3250 | 4750 min−1      | 2003            |
| M57D30TÜ  | 84 × 90       | 2993 cm3 | 160 kW (218 PS) bei 4000 | 500 Nm bei 2000–2750 | 4750 min−1      | 2002            |
| M57D30TÜ  | 84 × 90       | 2993 cm3 | 200 kW (272 PS) bei 4400 | 560 Nm bei 2000–2250 | 4750 min−1      | 2004            |
| M57D30TÜ2 | 84 × 90       | 2993 cm3 | 145 kW (197 PS) bei 4000 | 400 Nm bei 1300–3250 | 4750 min−1      | 2006            |
| M57D30TÜ2 | 84 × 90       | 2993 cm3 | 170 kW (231 PS) bei 4000 | 500 Nm bei 1750–3000 | 4750 min−1      | 2005            |
| M57D30TÜ2 | 84 × 90       | 2993 cm3 | 170 kW (231 PS) bei 4000 | 520 Nm bei 2000–2750 | 4750 min−1      | 2005            |
| M57D30TÜ2 | 84 × 90       | 2993 cm3 | 173 kW (235 PS) bei 4000 | 500 Nm bei 1750–3000 | 4750 min−1      | 2007            |
| M57D30TÜ2 | 84 × 90       | 2993 cm3 | 173 kW (235 PS) bei 4000 | 520 Nm bei 2000–2750 | 4750 min−1      | 2007            |
| M57D30TÜ2 | 84 × 90       | 2993 cm3 | 210 kW (286 PS) bei 4400 | 580 Nm bei 2000–2250 | 4750 min−1      | 2006            |

## Verwendung
M57D25
- 2000–2003 im BMW E39 525d (120 kW)[6]
- 2001–2003 im Opel Omega B 2.5DTI (110 kW)

M57D25TÜ
- 2003–2007 im BMW E60/E61 525d (130 kW)[6]

M57D30
1998 wurde die M57-Motorenfamilie mit dem 2,9 Liter (2926 cm³) M57D30 als Neuheit vorgestellt. Es gab zwei Versionen des D30, die sich in der Leistung glichen, im Drehmoment aber um 20 Nm unterschieden. Später gab es eine Variante mit erhöhtem Drehmoment und zusätzlich erhöhter Leistung. Er kam in folgenden Modellen zum Einsatz:
- 130 kW und 390 Nm
  - im Range Rover L322[6]
- 135 kW und 390 Nm
  - im E39 als 530d[6]
  - im E46 als 330d/330xd[6]
- 135 kW und 410 Nm
  - im E38 als 730d[6]
  - im E53 als X5 3.0d[6]
- 142 kW und 410 Nm
  - im E39 als 530d[6]
- 142 kW und 430 Nm
  - im E38 als 730d[6]

M57D30TÜ
2002 wurde der M57D30TÜ mit 3,0 Litern (2993 cm³) Hubraum als überarbeitete Version des D30 und damit als Hochleistungsmotor im E65 vorgestellt. Bei seiner Einführung verfügte er über 160 kW und 500 Nm, ihm folgte 2003 eine auf 150 kW und 410 Nm reduzierte Variante. 2004 wurde auf Basis des M57D30TÜ eine Hochleistungsvariante mit Variable Bi-Turbo (Stufenaufladung) eingeführt: 200 kW und 560 Nm lagen im Jahre 2004 an.
Er kam in folgenden Modellen zum Einsatz:
- 150 kW und 410 Nm
  - im E46 als 330d/330Cd/330xd[6]
  - im E83 als X3 3.0d[6]
- 160 kW und 500 Nm
  - im E53 als X5 3.0d[6]
  - im E60/E61 als 530d/530xd[6]
  - im E65/E66 als 730d[6]
  - im E83 als X3 3.0d[6]
- 200 kW und 560 Nm
  - im E60/E61 als 535d[6]

M57TÜ2D30
Im März 2005 wurde die 3,0 L (2993 cm³ Hubraum) Variante überarbeitet, die nun 170 kW und 500 Nm leistete. Im September 2006 wurde er auf 145 kW und 400 Nm für den 325d reduziert, der 2007 dann auch für den 525d folgte. 2007 wurde die Motorleistung nochmals etwas angehoben. Für 5er (E60/E61), X5 (E70) sowie X6 (E71) betrug die Nennleistung nunmehr 173 kW und 500 Nm bzw. bei X5 und X6 520 Nm.
Er kam in folgenden Modellen zum Einsatz:
- 145 kW und 400 Nm
  - im E90/E91 als 325d[6]
  - im E60/E61 als 525d[6]

- 170 kW und 500/520 Nm
  - im E65/E66 als 730d[6]
  - im E90/E91 als 330d/330xd[6]
  - im E60/E61 als 530d/530xd[6]

- 173 kW und 500/520 Nm
  - im E60/E61 als 530d[6]
  - im E70 als X5 xDrive30d[6]
  - im E71 als X6 xDrive30d[6]

Im September 2006 erschien auf Basis des M57TÜ2D30 eine überarbeitete Variante des Motors aus dem 535d mit 210 kW und 580 Nm, der in folgenden Modellen zum Einsatz kam:
- im E60/E61 als 535d[6]
- im E63/E64 als 635d[6]
- im E70 als X5 3.0sd[6]
- im E71 als X6 xDrive35d[6]
- im E83 als X3 3.0sd[6]
- im E90/E91 als 335d[6]

Intern werden die drei Varianten des M57TÜ2D30 durch die Endung UL (Untere Leistungsstufe, 145 kW), OL (Obere Leistungsstufe, 170 kW) und TOP (Höchste Leistungsstufe, 210 kW) unterschieden.